# Latta Corona
Pour les articles homonymes, voir Latta.
Latta Corona est une corona, formation géologique en forme de couronne, située sur la planète Vénus par -38,6° S et 287° E. Elle est localisée dans le quadrangle de Themis Regio. Elle a été nommée en référence à Latta, déesse tchétchèno-ingouche (Caucase, Russie) de la terre. 

## Géographie et géologie
Latta Corona couvre une surface circulaire d'environ 225 km de diamètre. 